# 鎌田 (松本市)
鎌田（かまだ）は長野県松本市の市街地の西側にある地名。現行行政地名は鎌田1丁目及び鎌田2丁目。住居表示実施済み。郵便番号は390-0837。

## 概要
鎌田交差点には森永乳業松本工場があり、この地区のランドマークとなっている。工場や学校などで面積の半分近くを占められており、国道19号沿いには郊外型の店が多いが、裏道は住宅地となっている。国道19号と長野県道297号兎川寺鎌田線の2つの混雑する道路をかかえており、それらが交差する鎌田交差点では事故が多い。いずれの道も拡張される予定。

## 歴史
隣接する井川城に小笠原氏の守護館が置かれると、この地区もその影響を受けて発展した。鎌田には北野天満宮（分宮）が作られ、鎌田天神と呼ばれていた。江戸時代に宮村町（深志3丁目）に移転し、深志神社となった。また入山辺にも「鎌田」と言う地名が存在する。
江戸時代には鎌田村を形成しており、寛永年間に高宮新田村を分村した。
- 1985年2月12日 - 全域で住居表示実施[4]。

## 世帯数と人口
2018年（平成30年）10月1日現在の世帯数と人口は以下の通りである。
| 丁目      | 世帯数  | 人口  |
| --------- | ------- | ----- |
| 鎌田1丁目 | 304世帯 | 653人 |
| 鎌田2丁目 | 141世帯 | 311人 |
| 計        | 445世帯 | 964人 |

## 小・中学校の学区
小中学校の学区は以下の通りである。
| 町名 | 小学校             | 中学校             |
| ---- | ------------------ | ------------------ |
| 鎌田 | 松本市立鎌田小学校 | 松本市立鎌田中学校 |

## 施設
- 森永乳業松本工場
- 松本市立鎌田小学校
- 松本市立鎌田中学校